# 天晴レ天女ズ
天晴レ天女ズ（あっぱれてんにょず）は、日本の体操ユニット・デュオ。
才能はかり売りマーケットごろっぴあ所属。
- 朝日放送（ABC）公式キャラクター“エビシー”のテーマ曲「みんなのABC」の際に披露される「エビシー体操」公式体操お姉さんとして活躍中。ユニットの愛称は「エビ天」。
- 世楽し体操ユニットとして、天晴レ体操という「ココロと脳と体が喜ぶ開運体操」をライブや路上パフォーマンスで展開中。
- キンボールスポーツworldcup銀メダリストのオムニキンゆきえ(yukie)となにわのスーパーアホドル村上三奈(Mina)のユニット
- ライブでは体操と演奏を織りまぜたステージを展開している。
- 月曜〜土曜の朝『難波宮跡公園（大阪市中央区）』からYukieが配信している“体操ツイキャス”が話題。（2016年8月現在 一旦休止中）
- 番組には、自由に参加できるため視聴者や通行人と体操をすることもある。
- その際、使用される楽曲は天晴レ体操の原点である、彼女達の師匠であるQ(ku:)の「Q(ku:)のシャンバラ体操」[1]。
- 2016年5月からは、不定期で大阪中之島バラ園にて、一本歯下駄を履いての天晴レ体操パフォーマンスを行っている。
- 2016年8月 ギター、ウクレレ等を演奏、楽曲中心で体操控えめのワンマンライブを展開中。
- 2016年9月14日よりツイキャスとFacebookを利用したラジオ番組「天晴Radio（アッパレイディオ）」がスタート。
- 2017年8月16日 同志社大学で行われた『未来フェス 2017 in 京都』のメインイベントである「日本再編集会議(Part.1)」においてプレゼンターとして参加。
- 合言葉は「アッパレ〜」。別れの挨拶などに使われる。
- 書道の師範の腕前を持つminaの書による「天晴レ」グッズを販売開始。アイテムは、Tシャツやトートバッグ、マグカップなどに混じってベビービブ(よだれかけ)やロンパースなどのベビー用品の展開もある。
- 2018年3月18日  第4回KOBEマリンパークマラソンにおいて、司会を勤めマラソン参加者と共に「天晴レ体操」を行った。
- 2018年4月25日　インターネットテレビ「富田林テレビ（愛称：とんテレ）」に、生出演。共演者と共に「天晴レ体操」を行った。

## 来歴
- 2010年の秋に体操ユニットとして今の原形ができた。[2]
- 2011年3月の東日本大震災をきっかけに、人々を元気づけようと路上パフォーマンスをはじめる。
- 2012年8月朝日新聞夕刊「まちの埋蔵 文化人」に掲載。[3]
- 2013年10月に「世楽し体操ユニット」として本格的に活動を開始。
- 2014年からはマラソン会場で天晴レ体操による応援パフォーマンスを開始。
- 大阪・ごろっぴあ天満満天堂で月1回の単独ライブなどを開催[4]。
- 活動は音楽、体操にとどまらず、2016年10月からはじまった、ネット投票によるコンテスト「モテコン2016」[5]においてお笑い（！？）部門において総エントリー数215組の中（お笑いのプロアマ問わずとはいえ...）25位という輝かしい成績を収め準決勝にまで勝ち進んだ。ランキングには関係のないが、投票者によるコメント数は550を超え、ダントツの一位であった。
- 2016年11月7日から16日までヨーロッパツアーを決行。

## メンバー
- Yukie
- Mina

## CD
- １st.マキシシングル「五月晴れ」（2012年5月）※同時にiTunesにて配信

1. ダフパレ体操
2. シアワセハコンナトコロニモ
3. ぱぱぱぱぱいなぽー
4. エコセントリックカンバセーション
5. 常識を裏返す歌のおおまかな感じ
6. カムカムハッピー
7. ノセノセマーチ（カラオケ）

## 体操に使用される楽曲
Q(ku:)のシャンバラ体操（2009年10月）
1. 骨
2. Shall we dance?
3. 春夏秋冬
4. ずるずるべったん
5. 右脳ピクニック
6. ノセノセマーチ
7. スキステップ
8. 春の海
9. スラリ
10. くるくるマシーン

## CM
- 大和建設店頭用PV　出演
- ジャンボカラオケ広場　TV-CM（ジャンカラーズ）

## 番組テーマ曲
- MBS　水野真紀の魔法のレストランエンディング・テーマ「シアワセハコンナトコロニモ」[6]

## ステージ
- TOKYO BOOT UP
- 新！関西演芸ロックショウ　レギュラー出演
- MBSイベント　茶屋町カンカン
- 長居公園スプリングフ
- ビッグイシューJapanクリスマス

## 「エビ天」
朝日放送公式キャラクター「エビシー」とともにテーマ曲「みんなのエビシー」を歌う際のユニット名。
- 2016年9月24日・25日の朝日放送本社でのイベント「ほたるまち秋祭ガーデン・フリーライブ」にて「みんなのエビシー」を披露、その振り付け「エビシー体操」の「公式体操お姉さん」に決定。
- 2016年11月5日の朝日放送本社でのイベント「中之島まるごとフェスティバル 」にて、２度目となるエビシー体操を披露した。
- 2016年11月20日の千里万博公園 おまつり広場で行われた「ABCラジオまつり」にて、3度目となるエビシー体操を披露した。（メインとミニの2ステージ）
- 2017年2月4日〜5日のグランフロント大阪 ナレッジプラザで行われた「MA・NA・BO Land（まなぼらんど）」にて、4度目となるエビシー体操を披露した。（各日4ステージの計8ステージ）
- 2017年7月17日「ABC夏(サマー)フェス2017 マイドほたるまち」にて、エビシー体操を披露。音頭アレンジの「エビシー音頭」も新しい振り付けにて発表された。（4ステージ）
- 2017年11月4日のABC朝日放送本社でのイベント「中之島まるごとフェスティバル 」にて、エビシー体操を披露。エビ天だけでなく天晴レ天女ズとしてのステージもあり、体操や楽器の弾き語りに加え、エビシー抜きの「みんなのエビシー」も披露した。（3ステージ）
- 2017年11月9日には、「朝日放送開局66周年 感謝の集い2017」のパーティーでも、エビシー体操を披露した。